# Byxtjärnen, Jämtland
Byxtjärnen är en sjö i Strömsunds kommun i Jämtland och ingår i Ångermanälvens huvudavrinningsområde. Sjön har en area på 0,121 kvadratkilometer och ligger 578 meter över havet.
Byxtjärnen ligger i Frostvikenfjällen Natura 2000-område.

## Delavrinningsområde
Byxtjärnen ingår i det delavrinningsområde (714954-145546) som SMHI kallar för Utloppet av Byxtjärn. Medelhöjden är 593 meter över havet och ytan är 2,4 kvadratkilometer. Det finns inga avrinningsområden uppströms utan avrinningsområdet är högsta punkten. Vattendraget som avvattnar avrinningsområdet har biflödesordning 5, vilket innebär att vattnet flödar genom totalt 5 vattendrag innan det når havet efter 289 kilometer. Avrinningsområdet består mestadels av skog (92 procent). Avrinningsområdet har 0,2 kvadratkilometer vattenytor vilket ger det en sjöprocent på 8,2 procent.